# Monociclu

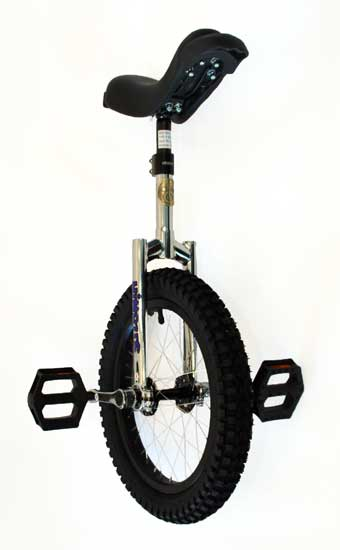
Model de monociclu

Monociclul este un vehicul care atinge pământul cu o singură roată. Cel mai des întâlnit model este format dintr-un pedalier, fără lanț și ale cărui manivele sunt fixate direct pe axul roții, și o șa, mai lungă și mai îngustă în față decât în spate pentru a permite o susținere mai bună. Inventat în anii 1850, fără îndoială de la grand-bi, folosirea sa dificilă a asociat-o cu lumea circului. Astăzi, s-a democratizat oarecum și a devenit o activitate de agrement prin sporturi noi precum monociclul de trial, numit și monociclul all-terrain, stradal, care încearcă figuri tehnice. Se practică și sporturi de echipă, precum monobaschet sau hochei pe monociclu. Monocicliștii se întâlnesc la competiții naționale și internaționale, în special la UNICON organizată de Federația Internațională a Monociclului.

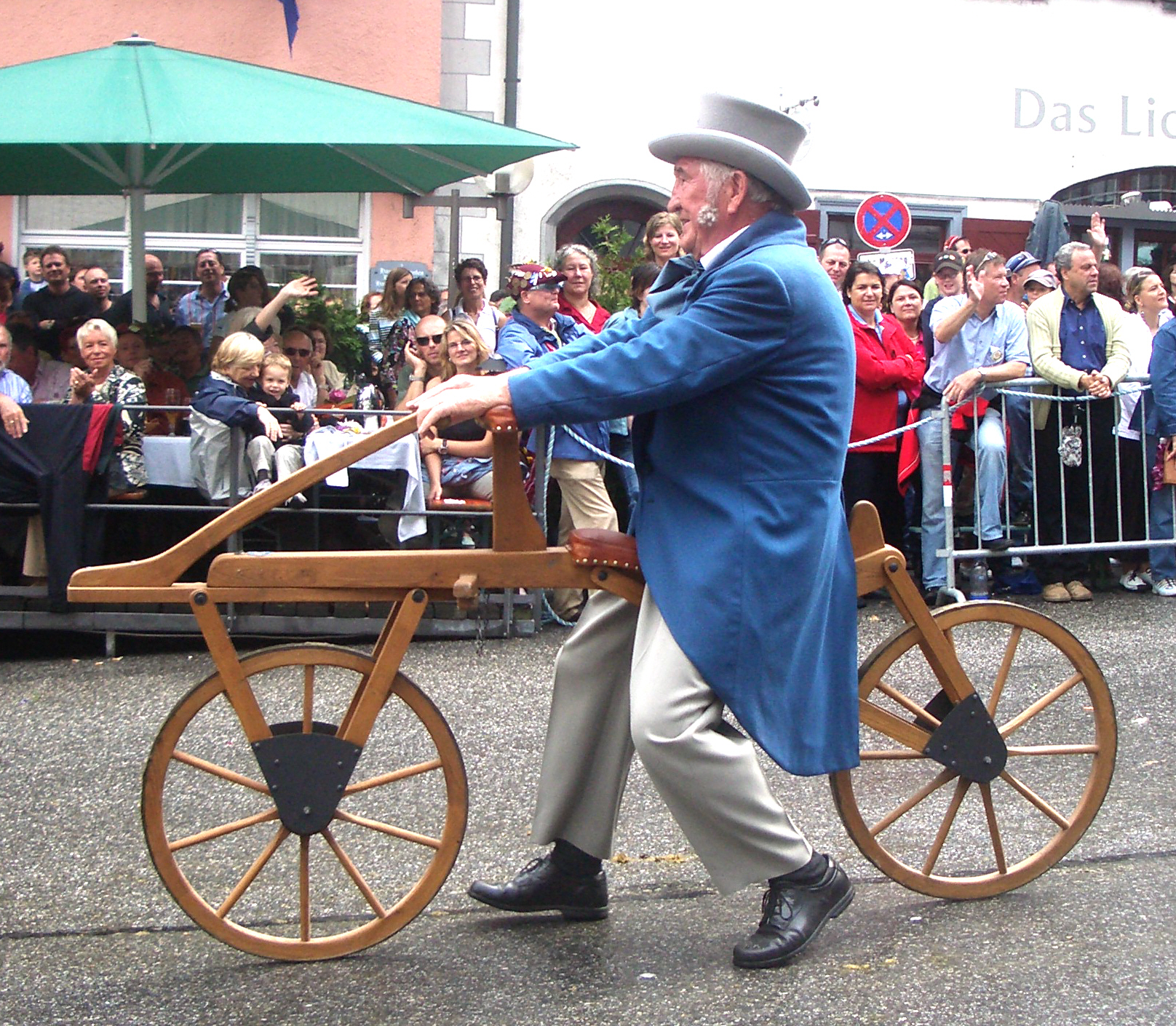
O drezienă reconstituită (2005)

## Istorie
Primul monociclu care a supraviețuit a fost prezentat de un constructor francez de caroserii la Expoziția Universală de la Paris din 1855. Mașina, numită pedocaedru, era formată dintr-o roată mare de lemn cu o jantă de fier și o tijă metalică lungă îndoită la fiecare capăt prin butuc pentru a susține șeile. O tijă mai mică lipită de aceste suporturi servește drept mânere. Instrumentul este folosit în perechi: călare de o parte și de alta a monociclului, cu picioarele atingând pământul ca la drezienă (mașină de alegat), călăreții împing instrumentul cu pași mari, iar când se simt lansați, își ridică împreună picioarele și rămân în șa, cu picioarele încovoiate până când își pierd din elan.
În 1869, au fost depuse mai multe brevete cu manivele, monociclu american cu ghidon, monociclu Martin cu două rotițe de susținere și monociclu englezesc cu contragreutăți interne. În aceeași perioadă a luat naștere și bicicleta grand-bi, o bicicletă cu o roată uriașă, în față, pe care sunt montate pedalele și o roată mică, în spate, care a fost produsă la scară industrială. La frânare, biciclistul se putea trezi doar pe roata din față.

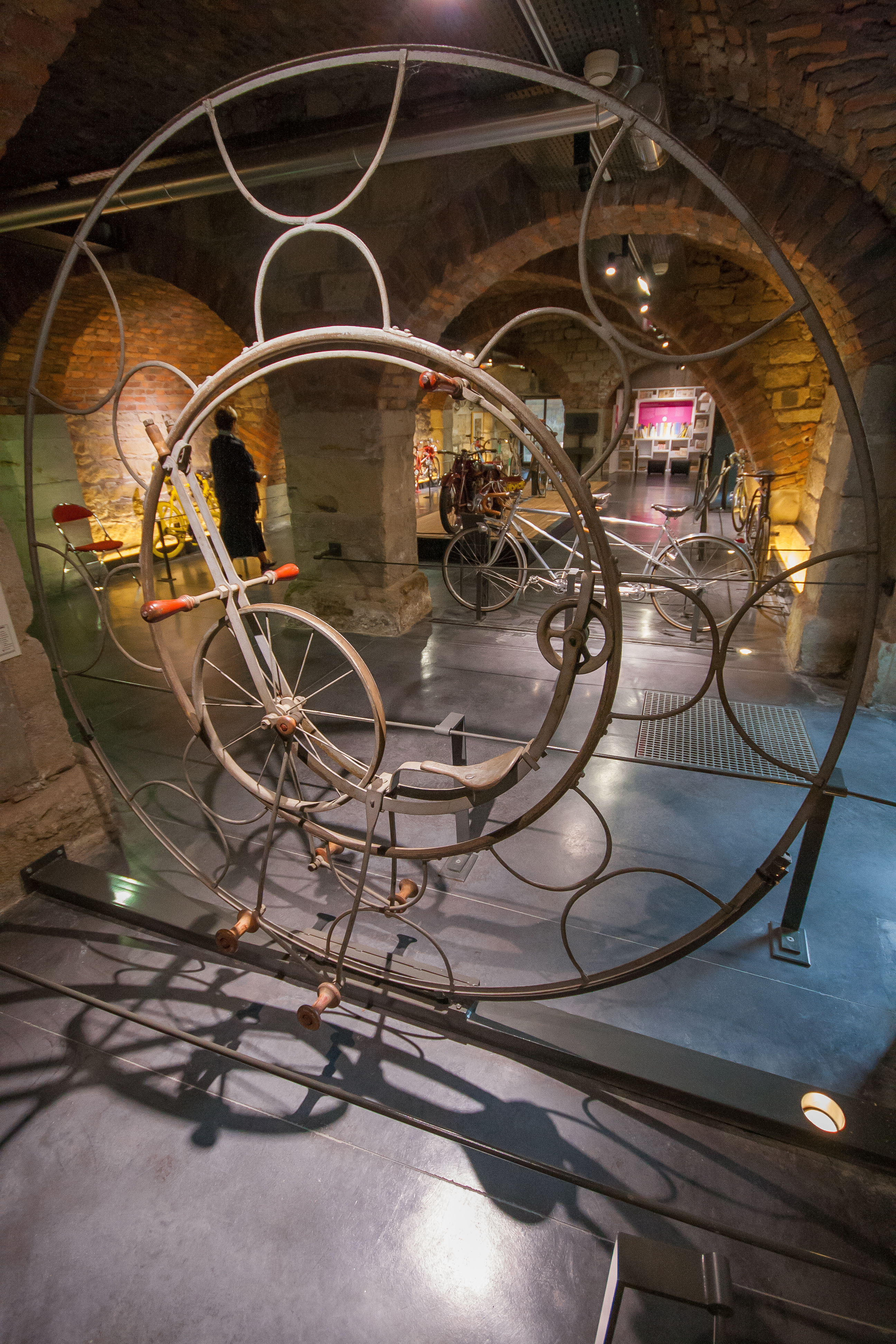
Monociclul Jackson, Muzeul de Artă și de Industrie de la Saint-Étienne.

Căutarea echilibrului a dat naștere, în Statele Unite, la ideea  de a plasa monociclistul în interiorul roții. În Franța, M. Rousseau, din Marsilia, a construit un monociclu cu un călăreț intern în 1898. Monociclul Jackson, numit după designerul său englez, a parcurs doi kilometri în șapte minute într-o cursă de la Le Vésinet, în iulie 1870 și a primit o medalie de aur comemorativă de la Véloce-Club. În iunie 1882, un gimnast italian, M. Scuri, a prezentat o roată cauciucată de 1,16 m înălțime și a spus că a parcurs două sute de kilometri de la Milano la Torino.

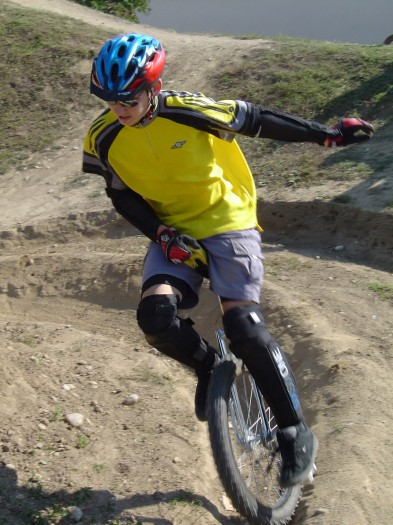
Monociclu all-terrain, 2003

Louis Baudry de Saunier, care a descris aceste invenții în 1893 în lucrarea sa Teoretic and Practical Cycling, relatează că acrobatul Walter a folosit în 1891 un monociclu destul de comparabil ca dimensiuni cu monociclurile actuale, cu excepția faptului că avea ghidon: „distanța de la cârmă. pe perpendiculară este de 0,25 m; furca face o curbă începând de la 0,35 m de centrul roții și se termină la gât. Din acest punct, tija este dreaptă. Înălțimea cârmei este de 0,35 m; lungimea manivelei, 0,15 m; diametrul roții, 1 metru.”
Monociclul se dezvoltă pentru a atinge forma pe care o cunoaștem astăzi. Unicycling Society of America a fost creată în 1974. Prima Convenție Internațională a Monociclului, UNICON, a avut loc în 1984 la Syracuse.În anul următor a fost fondată Federația Internațională a Monociclului. Unicon III a avut loc la Tokyo, Unicon VIII, în 1996, la Guildford, în Anglia. Federația France Monocycle a luat naștere în 2003. În 2010, s-a alăturat Federației Léo-Lagrange sub numele Commission nationale unicycle. Prima Cupă a Franței a Monociclului (în franceză Coupe de France de monocycle) a avut loc în 2004 la Dinan.
Istoria monociclului în Japonia este atipică: Asociația Japoneză a Monociclului (JUA) a fost fondată în 1978 de Jack Halpern, autorul cărții Anyone can ride a monocycle. Din 1981 a fost susținut de statul japonez, finanțat prin loteria națională, iar monociclismul se preda în școlile primare. Beneficiile pentru echilibru sunt evidențiate, practica este asociată mai mult cu dansul decât cu un sport riscant, iar astăzi Japonia are cel mai mare număr de licențiați din lume.

## Modele

### Tipuri uzuale
1. Monociclurile de bază, adică cele cu care ee obișnuiești să cazi la pornire. Aceste monocicluri nu sunt foarte robuste, dar ieftine și suficient de ușor pentru a începe să practici monociclismul.
2. Monocicluri trial și street: anvelopa monociclului este mai lată (19x2,5 în general) decât cea a unui monociclu de bază, permițând practicarea de street și trial. Principala diferență față de un monociclu standard este rezistența (jantă cu perete dublu, axă standard ISIS și manivele întărite La capătul șei este atașat un mâner pentru a ușura săritul).
3. Monocicluri freestyle (sau artistic) pentru a face tot felul de acrobații în timp ce rămân pe monociclu. Freestyle se practică doar locuri plate (de obicei într-o sală de sport), am putea compara freestyle cu patinajul artistic. De asemenea, acest tip de monociclu este folosit în circurile moderne.
4. Monocicluri „all-terrain” sau „MUNI” sunt solide precum sunt monociclurile de trial sau stradale, dar au o roată mare (între 24" și 29") pentru a merge mai repede. Sunt echipate cu anvelope mari cu crampoane, cu o secțiune destul de largă: de la 2,3" la 4".[12]
5. Monociclurile de distantă au cele mai mari roți (29", rare 32" și 36"), sunt folosite pentru distanțe mari, pot fi echipate cu o axă schlumpf ce permite dezvoltarea a 1,5 rotații ale roții la 1 rotație a pedalei.

### Tipuri speciale

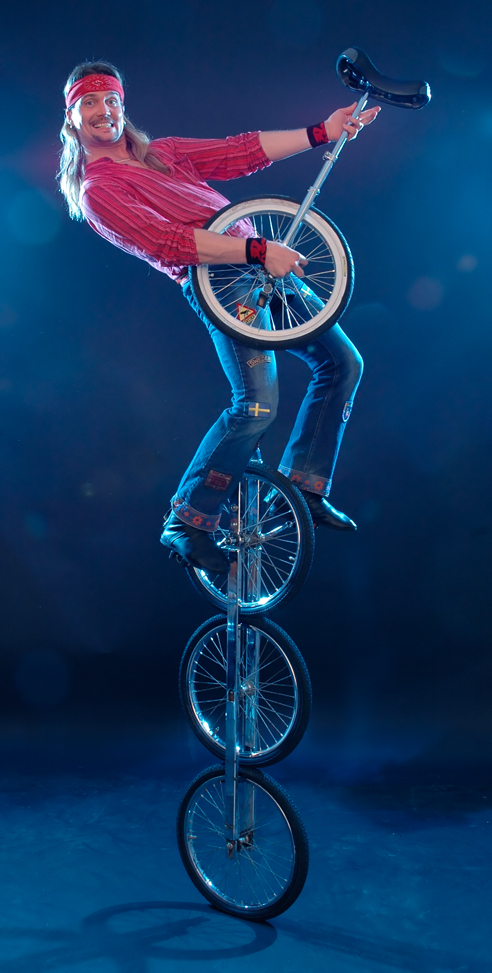
Monociclu cu mai multe roți (2007).

1. girafe: șaua este supraînălțată, iar roata este antrenată de un lanț legat de un pedalier (posibilitate de reducere a efortului).
2. girafe cu roți: șaua este supraînălțată, iar roata este antrenată de una sau mai multe roți care se ating între ele, stivuite vertical. Un număr par de roți înseamnă că trebuie să pedalezi în direcția opusă rotației roții (record (poate depășit): 13 roți).
3. cangurul: monociclu „simplu” ale cărui pedale nu sunt opuse: este ușor să-ți modifici monociclul inversând una dintre manivele, astfel încât cele două pedale să fie la același nivel (de jos, sau de sus)... Dar mai puțin ușor de utilizat! Există unele speciale cu o roată cu axă descentrată.
4. „roata supremă”: monociclu fără șa, unde pedalele sunt fixate fără manivela de roată.
5. „Roata imposibilă”, numită și „roata bc” este o variație a roții supreme. Este alcătuit dintr-o roată și două suporturi suspendate de ax care sunt la același nivel.

Au fost create multe alte modele, variante tehnice (mono în poziție culcat de exemplu) sau estetice (multe modele cu aspect mai nebun decât celelalte). Au fost făcute anumite modificări pentru utilizare specifică (frâne și amortizoare pentru coborâri de munte, anvelope de zăpadă etc.).

### Monociclu electric

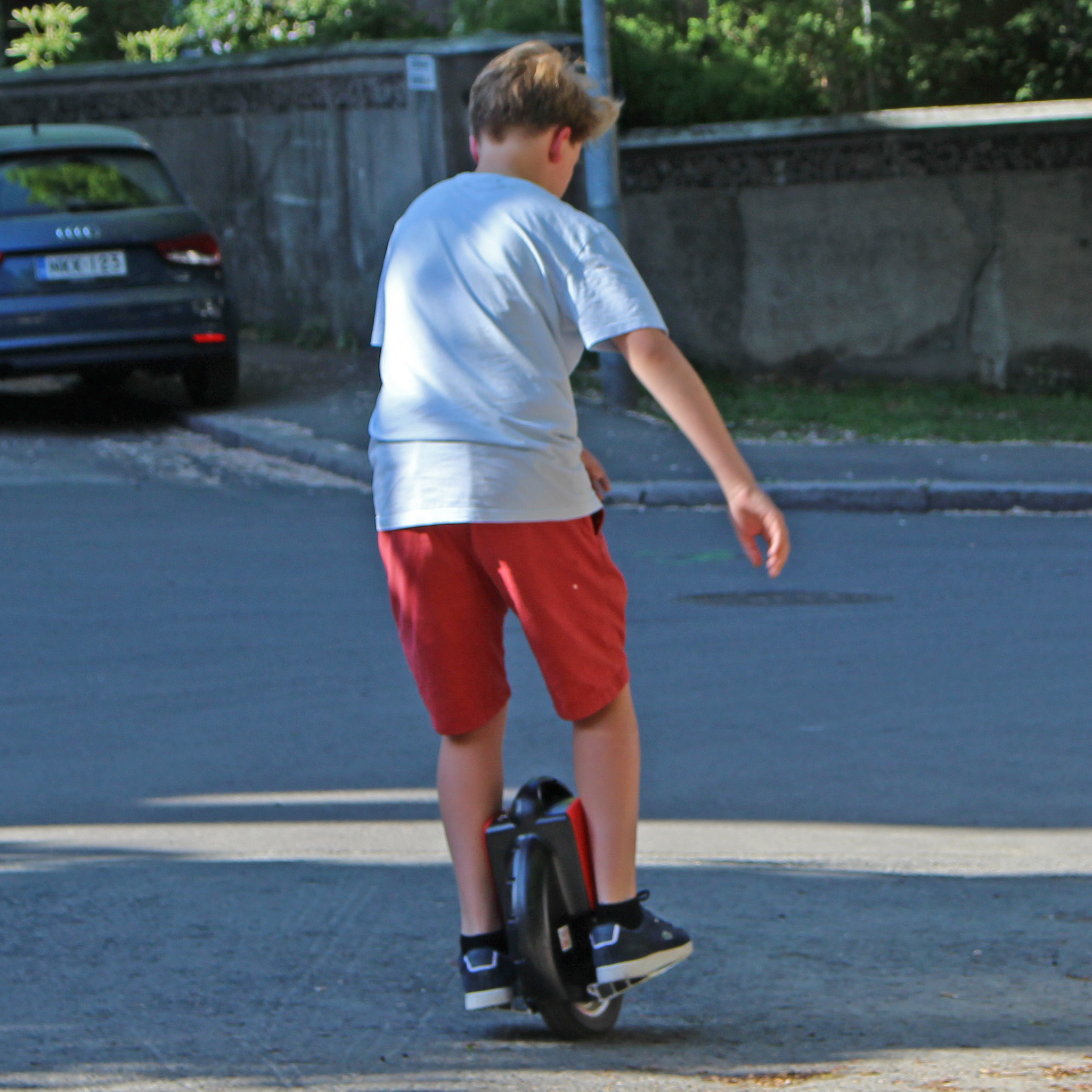
Băiat cu un monociclu electric

În 2011 americanul Shan Chen a inventat monociclul electric cu stabilizare giroscopică. Pedalele au devenit fixe și asamblate la șasiu, șaua a fost suprimată, iar modul de deplasare a devenit echivalent cu un transportor personal de tip „Segway” (urcat în echilibru pe roată, pilotul avansează apăsând pe partea din față a suporturilor și frânează apăsând pe spatele suporturilor). Durează aproximativ o oră pentru a învăța să-ți găsești echilibrul pe un monociclu electric.

### Dimensiunile roților
Există mai multe diametre de roți:
- 12 până la 18 țoli (30,5 până la 46 cm): folosit de copii, clovni, pentru monocicluri electrice și lente.
- 19 țoli (48 cm): folosit pentru trial, plat și strada.
- 20 țoli (51 cm): cel mai comun model. Folosit pentru începători și pentru freestyle (artistic).
- 24 țoli (61 cm): Îmbunătățește capacitățile de viteză. Acest tip de monociclu este utilizat pe scară largă în atletism și pentru sporturi de echipă, cum ar fi monobaschet.
- 26 țoli (66 cm): pentru viteză pe distanțe lungi și cross country.
- 29 țoli (70 cm): foarte popular pentru cross country, downhill și ocazional distanță medie (până la douăzeci de kilometri).
- 36 țoli (91 cm): mai greu de manevrat, dar favorabil pentru distanțe lungi în maratoane.

Lățimea roților poate fi de până la patru țoli.

## Utilizare

### Urcarea pe monociclu
Există multe moduri de a urca pe un monociclu. Cel mai simplu și mai comun constă în așezarea șeii monociclului între picioare, roata îndreptată spre înainte, apoi apăsarea unei pedale astfel încât mașina să se miște înapoi, ridicând utilizatorul care se găsește așezat, cu un picior pe o pedală. Apoi trebuie să puneți celălalt picior pe cealaltă pedală și să începeți imediat să pedalați, altfel nu vă veți putea echilibra. Succesul urcării depinde de viteza și precizia acțiunii, precum și (mai presus de toate) de obișnuința utilizatorului.
Cealaltă metodă constă în plasarea șeii monociclului între picioare ținând mânerul (sau șaua după caz) folosind mâna pe aceeași parte cu piciorul de conducere, roata așezată pe sol la aproximativ treizeci de centimetri de utilizator și puneți piciorul de conducere pe pedală, aceasta fiind cât mai jos posibil. Apoi, trebuie să folosiți piciorul pentru a vă ridica pe monociclu proiectând corpul. Trebuie apoi să plasați rapid celălalt picior pe cealaltă pedală (care va fi amplasată în partea de sus) și să profitați de mișcarea corpului și de sosirea celui de-al doilea picior pe pedală pentru a începe să mergeți înainte. Este de preferat în primele etape să începi să evoluezi ca „dansator”
O a treia metodă constă în a-ți așeza monociclul în fața ta, cele două pedale orizontale, să ții șaua dreaptă, așa ca să sari doar pe ea. (Aveți grijă să nu cădeți pe spate!).